# Гугоберт (граф дворца)
Гугоберт (Хугоберт, Гугобер; фр. Hugobert; около 645 — около 698) — сенешаль короля Франкского государства Хлодвига IV (в 693 году), дворцовый граф короля Хильдеберта III (с 697 года до смерти). Оба этих короля были ставленниками могущественного майордома Пипина Геристальского.

## Биография

### Происхождение
Выводы, сделанные современными французскими историками на основании ономастики, позволяют предположить, что родители Гугоберта носили имена Альберих и Адель. Его сестрами были Бересвинта — жена с 662 года герцога Эльзаса Адальриха (или Этихо) и Химнехильда — жена короля Сигиберта III. Альберих мог быть сыном Хуго, майордома Австразии в 617—623 годах. Что касается Адели, то как мать Бересвинты она являлась сестрой святого Легера (убит в 677 году).

### Семья
Его женой, вероятно, была святая Ирмина (умерла ранее 710 года) или её сестра. Их потомки назывались Гугобертидами.
Гугоберт был отцом жены Пипина Геристальского, королевы Плектруды.
Кроме того, как вероятный муж Ирмины д’Эран, он являлся отцом:
- Адели (ок. 660 — ок. 735) — жена Одо, мать Альберика (Alberic) и Герлинды — жены Адальберта Эльзаского
- Регинтруды — жена герцога Баварии Теудеберта и мать герцога Хугберта
- Бертрады Прюмской

Также Гугоберт, предположительно, является отцом ещё двоих детей:
- Роланда (Хродоланда) — жены Бернье и матери Тьерри, возможного, предка Гильемидов
- святого Губерта.